# Орієнтал (Північна Кароліна)
Орієнтал (англ. Oriental) — місто (англ. town) в США, в окрузі Памліко штату Північна Кароліна. Населення — 880 осіб (2020).

## Географія
Орієнтал розташований за координатами 35°1′51″ пн. ш. 76°40′50″ зх. д. / 35.03083° пн. ш. 76.68056° зх. д. (35.030870, -76.680471).  За даними Бюро перепису населення США в 2010 році місто мало площу 4,24 км², з яких 3,64 км² — суходіл та 0,60 км² — водойми.

## Демографія
Згідно з переписом 2010 року, у місті мешкало 900 осіб у 477 домогосподарствах у складі 293 родин. Густота населення становила 212 осіб/км².  Було 682 помешкання (161/км²).
Расовий склад населення:
| - 92,4 % — білих - 5,7 % — чорних або афроамериканців - 0,3 % — азіатів - 0,1 % — корінних американців |

До двох чи більше рас належало 1,2 %. Частка іспаномовних становила 1,1 % від усіх жителів.
За віковим діапазоном населення розподілялося таким чином: 8,9 % — особи молодші 18 років, 53,1 % — особи у віці 18—64 років, 38,0 % — особи у віці 65 років та старші. Медіана віку мешканця становила 60,3 року. На 100 осіб жіночої статі у місті припадало 98,2 чоловіків;  на 100 жінок у віці від 18 років та старших — 95,7 чоловіків також старших 18 років.
Середній дохід на одне домашнє господарство  становив 74 294 долари США (медіана — 54 750), а середній дохід на одну сім'ю — 83 644 долари (медіана — 65 536). Медіана доходів становила 52 895 доларів для чоловіків та 38 393 долари для жінок. За межею бідності перебувало 7,5 % осіб, у тому числі 14,3 % дітей у віці до 18 років та 1,8 % осіб у віці 65 років та старших.
Цивільне працевлаштоване населення становило 354 особи. Основні галузі зайнятості: освіта, охорона здоров'я та соціальна допомога — 26,3 %, мистецтво, розваги та відпочинок — 18,6 %, оптова торгівля — 9,9 %, фінанси, страхування та нерухомість — 9,3 %.